# Comunità Montana del Taburno
Die Comunità Montana del Taburno ist eine Vereinigung aus zwölf Gemeinden in der italienischen Provinz Benevento in der Region Kampanien.
Das Gebiet der Comunità Montana del Taburno umfasst die Gemeinden rund um das Massiv Taburno Camposauro.
In den zwölfköpfigen Rat der Comunità entsenden die Gemeinderäte der beteiligten Kommunen je ein Mitglied.

## Mitglieder
Die Comunità umfasst folgende Gemeinden:
- Arpaia
- Bonea
- Bucciano
- Cautano
- Forchia
- Frasso Telesino
- Moiano
- Paolisi
- Sant’Agata de’ Goti
- Solopaca
- Tocco Caudio
- Vitulano